# 布尔洪市镇
布尔洪市镇（俄语：Бурхунское муниципальное образование）是俄罗斯联邦伊尔库茨克州图伦区所属的一个市镇。其下辖有3个居民点，行政中心为布尔洪。据2016年统计，该市镇的人口为783人。